# Turistická značená trasa 2207
 Turistická značená trasa 2207 je 4,5 km dlouhá modře značená trasa Klubu českých turistů v okrese Jeseník spojující Vápennou s Rychlebskými horami. Její převažující směr je jihovýchodní.

## Průběh trasy
Turistická trasa má svůj počátek u nádraží ve Vápenné. Z počátku vede v souběhu s rovněž zde začínající zeleně značenou trasou 4876 do Horní Lipové. Společně nejprve klesají městskými ulicemi k říčce Vidnávce, kterou přecházejí, a poté vedou proti jejím proudu na okraj zástavby, kde se rozcházejí. Trasa 2207 kříží železniční trať Lipová Lázně - Javorník ve Slezsku a stoupá kolem samoty po polní cestě k jihovýchodu a dále pokračuje okrajem lesa na křižovatku s místní komunikací. Z ní opět stoupá kolem dalších samot na okraj souvislého lesního pásu a dále zpevněnou lesní cestou nejprve k jihovýchodu a poté k severovýchodu na rozcestí v sedle Jasanového a Žulového vrchu, kde končí bez návaznosti na další pěší turistickou trasu. Dále do hor lze odsud pokračovat po několika cyklotrasách.

## Historie
Trasa dříve pokračovala vrstevnicovou lesní cestou na rozcestí Pod Sokolím k červeně značené turistické trase 0601 ze Žulové do Lázní Jeseník.

## Turistické zajímavosti na trase
- Kostel svatého Filipa ve Vápenné
- Pramen Brankopy
- Lom Brankopy